# ATC-kod V10: Terapeutiska radiofarmaka
ATC-kod V10: Terapeutiska radiofarmaka är en del av klassificeringssystemet ATC (Anatomical Therapeutic Chemical Classification System) för läkemedel och vissa andra medicinska produkter. ATC utvecklas av WHO och består av alfanumeriska koder indelade i grupper utifrån anatomi, medicinsk funktion och läkemedelstyp på 5 olika kodnivåer. Denna sida utgör innehållet i en specifik grupp på nivå 2.

## V10AAntiinflammatoriska medel

### V10AAYttrium(90Y)-föreningar
V10AA01 Yttrium(90Y)citratkolloid
V10AA02 Yttrium(90Y)järn(III)hydroxidkolloid
V10AA03 Yttrium(90Y)silikatkolloid

### V10AX Övriga antiinflammatoriska terapeutiskaradiofarmaka
V10AX01 Fosfor(32P)kromfosfatkolloid
V10AX02 Samarium(153Sm)hydroxiapatitkolloid
V10AX03 Dysprosium(165Dy)kolloid
V10AX04 Erbium(169Er)citratkolloid
V10AX05 Rhenium(186Re)sulfidkolloid
V10AX06 Guld(198Au), kolloidalt

## V10BSmärtlindring, skelettspecifik

### V10BX Diverse smärtlindranderadiofarmaka
V10BX01 Strontium(89Sr)klorid
V10BX02 Samarium(153Sm)lexidronam
V10BX03 Rhenium(186Re)etidronsyra

## V10X Övriga terapeutiskaradiofarmaka

### V10XAJod(131I)-föreningar
V10XA01 Natriumjodid(131I)
V10XA02 Jobenguane(131I)
V10XA53 Tositumomab/Jod(131I)tositumomab

### V10XX Diverse terapeutiska radiofarmaka
V10XX01 Natriumfosfat(32P)
V10XX02 Ibritumomabtiuxetan(90Y)
V10XX03 Radium(223Ra)diklorid

### Engelska
- WHO Collaborating Centre for Drug Statistics Methodology - ATC Index
- WHO Collaborating Centre for Drug Statistics Methodology - ATCvet Index

### Svenska
- SIL online
- FASS.se - ATC
- FASS.se - Veterinär-ATC
- Sök läkemedelsfakta - Läkemedelsverket
- Socialstyrelsen : Klassifikationer
- Nationellt produktregister för läkemedel - NPL